# Konservenindustrie in Braunschweig
Die Konservenindustrie in Braunschweig besaß zwischen ungefähr 1870 und 1945 eine herausragende Bedeutung für die Wirtschaft der Stadt und des Herzogtums Braunschweig. Sie führte zu einer nachhaltigen Belebung des Braunschweiger Maschinenbaus. Vor dem Ersten Weltkrieg wurden hier zwei Drittel der deutschen Gemüsekonserven produziert.
Die Braunschweigische Konservenfabrik Gustav Dommes, gegründet 1923, im Handelsregister erloschen 2017, war das letzte noch in Braunschweig existierende Unternehmen.

## Geschichte

### Erfindung des Verfahrens
Nach Vorarbeiten des in England lebenden französischen Physikers und Erfinders des Schnellkochtopfes Denis Papin (1647–1712) entwickelte der Franzose François-Nicolas Appert (1749–1841) eine Methode, Lebensmittel durch Erhitzen unter Luftabschluss in Glasbehältern zu konservieren, heute unter Einkochen bzw. Einwecken bekannt. Er verwendete in seiner 1804 gegründeten Konservenfabrik ab 1812 Weißblechdosen, die er in England kennengelernt hatte. Der britische Ingenieur und Erfinder Bryan Donkin verbesserte Apperts Verfahren weiter. In Deutschland folgten 1845 die Firmen Daniel Heinrich Carstens in Lübeck und der Gebrüder Bethmann in Frankfurt am Main.

### Anfänge in Braunschweig

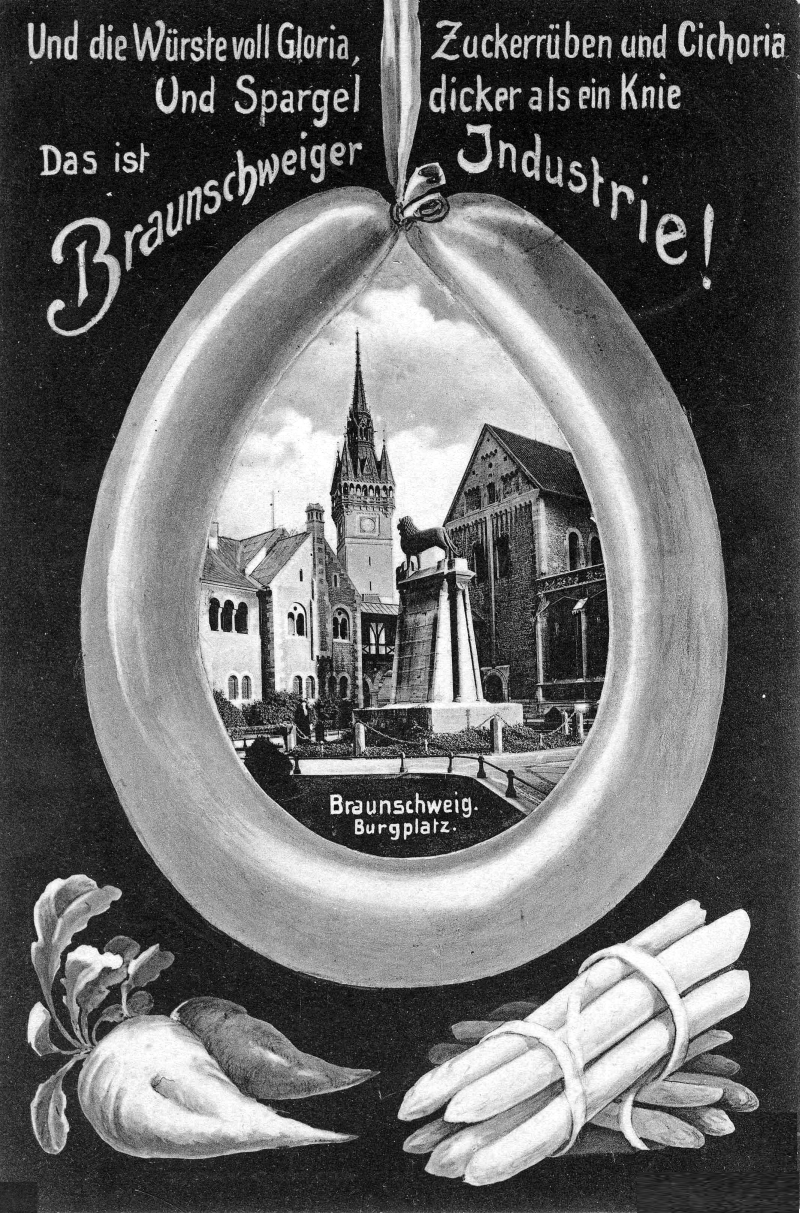
Postkarte von 1904. Dargestellt werden wichtige Produkte der Braunschweiger Lebensmittelindustrie: Eine Braunschweiger, Spargel, Zuckerrüben, erwähnt wird auch die Cichoria.

In der Stadt gab es bereits vor 1847 zwei Herstellbetriebe, die jedoch bald wieder schließen mussten. Im Herzogtum Braunschweig regte der Chemiker und Liebig-Schüler Franz Varrentrapp (1815–1877) die Konservierung von Spargel in Metalldosen an. Erste Versuche in Braunschweig führten die Klempnermeister H. J. Pillmann († 1873) im Jahre 1850 und kurz darauf Daubert durch. Eines der ältesten Unternehmen ist die 1852 gegründete Firma P. W. Daubert. Ihr folgten 1863 die Firmen Gebr. Grahe und 1864 A. W. Querner. Zunächst waren dies kleine Handwerksbetriebe, in denen Dosen hergestellt, abgefüllt und durch Einkochen sterilisiert wurden. Viele Unternehmen, die landwirtschaftliche Erzeugnisse zur Konservierung verarbeiteten, produzierten zunächst die dafür benötigten Dosen selbst.
Die Einführung des Autoklaven zur Sterilisation unter Druck ermöglichte 1873 den Bau der ersten größeren Konservenfabrik durch die Gebrüder Grahe. Weiteren Aufschwung erfuhr die Konservenindustrie durch Fortschritte Braunschweiger Maschinenbaufirmen. So entwickelte R. Karges 1875 Hilfsmaschinen wie die Erbsenlöchtemaschine zum Enthülsen der Erbsen sowie Falzdosen und Verschlussmaschinen. Die 1890 entwickelten Dosenverschließmaschinen führten zu einer Preisreduktion der Konserven um bis zu 50 % im Zeitraum 1872 bis 1897. Die Jahresproduktion der Braunschweiger Fabriken lag Ende des 19. Jahrhunderts bei ungefähr 15 Millionen Kilodosen, die deutschlandweit verkauft wurden. Braunschweig wurde so zum Zentrum der deutschen Konservendosenproduktion.

### Marktführung bis zum Zweiten Weltkrieg
Im Zeitraum 1875 bis 1900 wurden in Braunschweig 34 Konservenfabriken gegründet. 1882 existierten im Herzogtum Braunschweig 29 Fabriken, 1899 waren es bereits 42. Im Jahre 1921 bestanden allein in der Stadt Braunschweig 35 Fabriken. Die Massenproduktion setzte während des Ersten Weltkrieges durch den schnell ansteigenden Bedarf an haltbaren Lebensmitteln ein. Die durch die Braunschweiger Regierung geförderte Konservenindustrie erhielt Großaufträge durch das Heer, so dass Nachtschichten erforderlich wurden. 1928 existierten 81 Konservenfabriken im Land, davon allein 43 in der Stadt selbst. In den Jahren 1929/30 stellte Braunschweig mit 2.125 ha ein großes Spargel-Anbaugebiet in Norddeutschland dar (zum Vergleich Gesamtanbaufläche in Preußen: 7.598 ha).

### Niedergang nach 1945
Bereits während der 1920er und 30er Jahre konnte die Region Braunschweig den Bedarf an Konservengemüse für die heimische Produktion nicht mehr decken. Die großflächigen Zerstörungen des Zweiten Weltkrieges an den Fabrikanlagen in der Stadt führten zu einem weiteren Produktionsrückgang. Die Einfuhr von zu verarbeitendem Gemüse von außerhalb nahm stetig zu, so dass der importierte Anteil zu Beginn der 60er Jahre bereits mehr als 80 % betrug. Die damit verbundenen Transportkosten und die Gründung der Europäischen Wirtschaftsgemeinschaft 1957 zogen starke Marktverluste für die Braunschweiger Konservenindustrie nach sich, die sich letztlich nicht gegen die Konkurrenz aus Frankreich und den Mittelmeerländern behaupten konnte. Weiterhin ungünstig wirkte sich der Standort im Zonenrandgebiet aus, da der wichtige ostdeutsche Markt wegfiel. Viele Konservenfabriken schlossen in den 1960er und 70er Jahren. Im Jahre 1992 gab es noch zwei Konservenfabriken in Braunschweig: Die Firmen Gustav Dommes und Veltenhof.

## Arbeitsbedingungen

Spargelschälerinnen in einer Braunschweiger Konservenfabrik, um 1900

In der Braunschweiger Konservenindustrie waren zu ungefähr 90 % ungelernte Frauen beschäftigt, wobei es sich vor allem um niedrig bezahlte Saisonarbeit und Heimarbeit handelte. Um 1900 waren während der „Kampagnen“, den Erntemonaten von Mai bis September, nahezu 6000 Personen in den Fabriken und ungefähr 8000 Arbeitskräfte, zum Großteil Gastarbeiterinnen, auf den Gemüsefeldern tätig. Der Verdienst der Frauen schwankte in Abhängigkeit von den Arbeitsbedingungen (Akkord-, Heim- oder Fabrikarbeit) erheblich. Der durchschnittliche Stundenlohn lag bei 13 Pfennig. Die tägliche Arbeitszeit in den Fabriken lag bei bis zu 11 Stunden, in Ausnahmefällen bei 13 und in Extremfällen sogar bei 17½ Stunden, obwohl in den 1890er Jahren Arbeitsschutzgesetze eingeführt worden waren, die Sonntags- und Nachtarbeit für Frauen verboten. Auch die Einführung des 8-Stunden-Tages 1918, führte zu keiner spürbaren Entlastung, da die Vorschriften meist durch „Sondervereinbarungen“ umgangen wurden. Die Entlohnung der Frauen betrug z. B. 1905 durchschnittlich die Hälfte jener der Männer, Heimarbeiterinnen wurden noch schlechter bezahlt.
In der Hochzeit dieses Braunschweiger Industriezweiges zwischen den Weltkriegen, beschäftigte der „Verein der Konservenfabrikanten“ fast 20.000 Personen. Die Arbeit war monoton und anstrengend. In den Fabriken wurde ohne Hilfe von Maschinen Spargel geschält und Gemüse geschnitten. Schnittverletzungen oder Hautkrankheiten wie die „Spargelkrätze“ traten häufig auf. Über diese Dermatitis berichtete der Braunschweiger Sanitätsrat und Dermatologe Alfred Sternthal (1862–1942) in der Dermatologischen Wochenschrift.
Während des Zweiten Weltkriegs wurden in der Braunschweiger Konservenindustrie ausländische Zwangsarbeiter beschäftigt.

## Bedeutende Unternehmen

### Daubert 1850–1975
Nach ersten Versuchen des Klempnermeisters Philipp Wilhelm Daubert (1799–1875) zur Konservierung von Gemüse in handgearbeiteten Weißblechdosen entstand im Jahre 1852 ein Betrieb am Bohlweg 9 zur fabrikmäßigen Herstellung von Konserven. Die Firma wurde von seinem Sohn Carl Heinrich Daubert seit 1859 unter dem Namen „C. H. Daubert Nachfolger“ zu einem überregional bekannten Unternehmen ausgebaut. Unter dem Markennamen „Daubertus“ wurden überwiegend Spargelkonserven sowie Gemüse- und Obstkonserven hergestellt. Das Unternehmen wechselte seinen Standort 1864 zum Marstall 3 und 1922 in die Wiesenstraße 1. Nach Kriegszerstörungen 1944 wurde die dortige Fabrik 1947 wieder aufgebaut. Im Jahr 1959 umfasste das Angebot 250 Artikel. Die Firma erlosch 1974/75. Die ehemalige Fabrik wurde zu einer Seniorenwohnanlage des Volksgesundheitsvereins umgebaut.
Zwei weitere Firmen gingen aus der Familie Daubert hervor. Dies waren die 1972 nach Bremen verlegte „Braunschweigische Konservenfabrik Niedersachsen Carl Daubert“ sowie die 1862 gegründete Konservenfabrik „Albert Daubert, vorm. P. W. Daubert sen.“. Letztere wurde 1894 an Albert Hoffmeister verkauft und zog 1920 in die Helmstedter Straße. Diese Firma erlosch 1972.

### Gebrüder Grahe 1863–1968
Gustav Grahe (1827–1900) erkannte das Potential des neuen Erwerbszweiges, nachdem er 1.000 Spargelkonserven der Firma Daubert gekauft und in kurzer Zeit weiterverkauft hatte. Ab 1861 experimentierte Gustav Grahe mit der Konservierung von Spargel. Zum Anbau dieses Gemüses pachtete er Land und gründete 1863 zusammen mit seinem Bruder Karl Grahe († 1883) einen Betrieb zur Herstellung von Blechdosen und Spargelkonserven. Als erste Braunschweiger Konservenfabrik kaufte Grahe 1873 in Paris einen Autoklaven zur Drucksterilisation, womit deutliche Produktionsvorteile erreicht wurden. Der Standort wurde 1874 an den Bültenweg / Rebenring verlegt. Das 1875 erweiterte Fabrikgebäude wurde mit weiteren modernen Maschinen ausgestattet. Grahe kaufte Land zum Anbau von Spargel, Erbsen, Bohnen und anderen Gemüsesorten. Mit einer Anbaufläche von 600 Morgen war Grahe um 1900 Braunschweigs größter Gemüseanbaubetrieb. Die Zahl der Arbeiter war von 116 im Jahre 1874 auf ungefähr 700 im Jahr 1900 gestiegen. Am 15. Januar 1927 wurde die Firma in eine am 5. Februar eingetragene Aktiengesellschaft umgewandelt. Im Jahre 1943 war die Landesgenossenschaftsbank eGmbH, Hannover Großaktionär mit 56 % der Anteile. Die Firma feierte ihr 100-jähriges Jubiläum am 1. April 1963, erlosch aber bereits 1968.

### Querner 1864–1951
Der Kaufmann Anton Wilhelm Querner († 1841) besaß in der Wendenstraße 54 eine Brauerei. Sein Sohn Hermann († 1881) begann 1862 mit dem Anbau von Spargel, den er seit 1864 als Konserven vertrieb. Die Produktion von Spargel- und Gemüsekonserven wurde im Jahre 1900 durch Früchtekonserven ergänzt. Die Firma wurde 1924 in eine Familien-Kommanditgesellschaft umgewandelt. Während des Zweiten Weltkriegs wurde die Fabrik 1944 stark beschädigt. Seit 1949 wurde Eiscreme hergestellt und die Konservenproduktion 1951 eingestellt. Der Seniorchef Hermann Querner verstarb 1950 im Alter von 84 Jahren. Im Jahre 1969 erfolgte die Fusion mit vier norddeutschen Warncke-Eiscremefabriken zur „Warncke Eiskrem KG“ mit Verwaltungs- und Produktionszentrum in Brundorf bei Bremen.

### Max Koch 1881
Der aus Legefeld in Sachsen-Weimar stammende Max Koch (1852–1923) gründete 1881 in der Bertramstraße eine Konservenfabrik, in der auch Blechdosen hergestellt wurden. Die Produktion wuchs von 70.000 Dosen im ersten Jahr auf 2 Millionen im Jahr 1890 und 7 Millionen im Jahr 1905. Zu diesem Zeitpunkt war Koch die größte Braunschweiger Konservenfabrik mit 290 Arbeitern, davon 250 Frauen. Die Firma baute Spargel und Gemüse selbst an, verarbeitete zusätzlich Wild, Geflügel, Würste, Suppen und Fleischextrakt (Markenname „Kochil“). Nach Kriegszerstörungen sank die Arbeiterzahl 1945 auf 115 Personen. Der Firmenchef Thilo Koch starb 1951. Die Firma zog in den 1950er Jahren in die Karl-Schmidt-Straße um. 1964 wurde der Firmensitz nach Wolfsburg verlegt.

### W. Maseberg 1893–1938

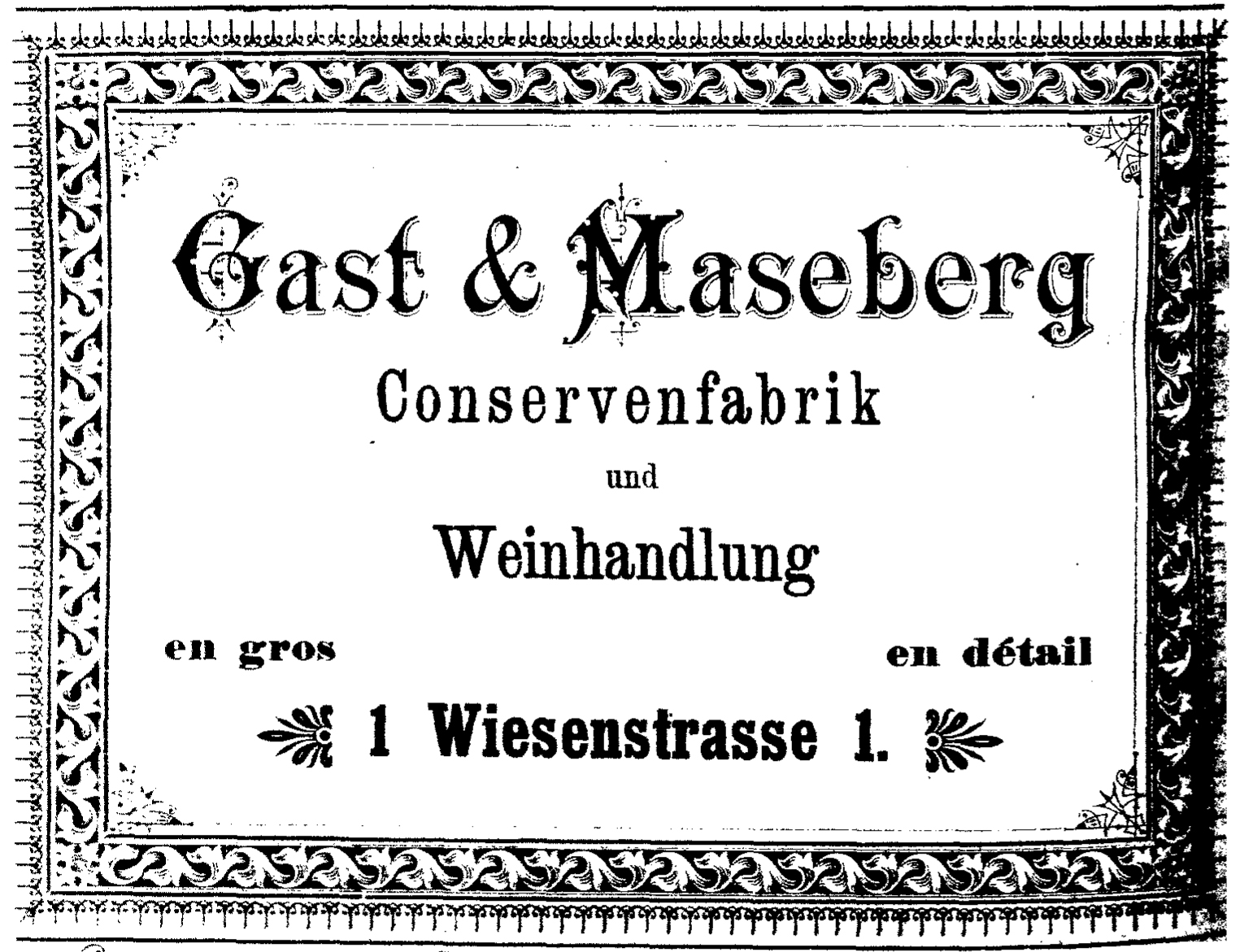
Werbeannonce aus dem Jahr 1893

Im Jahre 1871 zog der Marketender, Schenk- und Einquartierungswirt Wilhelm Maseberg nach Braunschweig und kaufte vom Schenkwirt Jacob Merkel das Haus mit der Assekuranz-Nr. 2976 II in der Kasernenstraße (zählte ab dem Jahre 1880 zur neuangelegten Wiesenstraße 2), welches gegenüber der im Jahre 1838 bis 1841 erbauten und im Jahre 1879 erweiterten Infanterie-Kaserne am Fallersleber Tor stand. Dieses Haus verkaufte er im Jahre 1890 an den Kantinenwirt Ludwig Wrede, welcher es bereits von 1881 an gemietet hatte, als Maseberg in das nahe, ebenfalls in der Kasernenstraße gelegene Haus mit der Assekuranz-Nr. 4728 zog, welches er zu Wohn- und Arbeitszwecken neu gebaut hatte. Von 1885 bis 1887 wurde Maseberg im Braunschweigischen Adreß-Buch jeweils als Spargelplantagenbesitzer angegeben, von 1888 bis 1892 wieder als Marketender, Schenk- und Einquartierungswirt, vermutlich hat er jedoch beides parallel betrieben. Ab dem Jahre 1893 wurde Maseberg im Braunschweigischen Adreß-Buch als Besitzer des Hauses mit der Assekuranz-Nr. 6415 in der Wiesenstraße 1, Ecke Kasernenstraße genannt, wobei unklar ist, ob er das Haus neu gebaut oder an dieser Stelle eine „alte Husaren-Baracke“, die dort bis zu diesem Jahr angegeben wurde zur Werkstatt umgebaut hatte. In diesem Gebäude gründete er mit dem bis zu diesem Zeitpunkt als Prokurist in der Konservenfabrik C. Th. Lampe tätig gewesenen Kaufmann Theodor Gast die Konservenfabrik und Weinhandlung Gast & Maseberg.

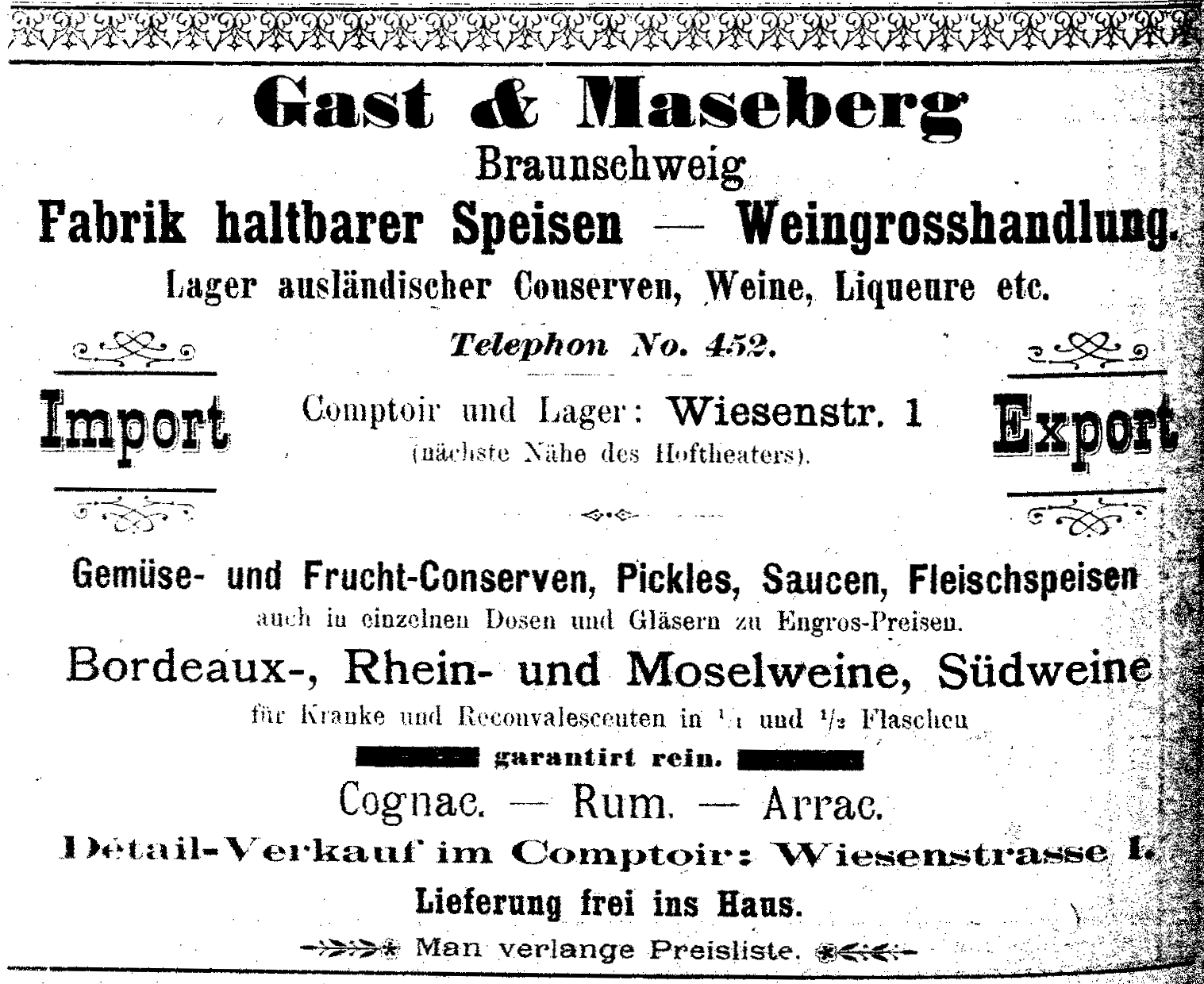
Werbeannonce aus dem Jahr 1894

Gast, der im Gründungsjahr noch in der Fabrik wohnte, war von 1894 bis 1896 bei Maseberg im Haus in der Kasernenstraße 28, im Jahre 1897 dann in der Hagenstraße, der heutigen Steinbrecherstraße 6 gemeldet. Zum Jahre 1898 schied er aus der Firma aus, zog in die Bruchtorpromenade 15,  und gründete seine eigene Konservenfabrik Th. Gast in der Steinstraße 2.
Wilhelm Maseberg führte die Fabrik unter dem neuen Namen W. Maseberg weiter und erwarb außerdem das neben der Fabrik gelegene Wohnhaus mit der Assekuranz-Nr. 6413 auf dem Grundstück Wiesenstraße 1a, dessen Wohnungen er weiter vermietete. Neue Prokuristin für den ausgeschiedenen Theodor Gast wurde Masebergs Ehefrau Minna, geb. Schorkopp, ergänzt durch die beiden Kaufleute Heinrich Dürre und Willy Schorkopp, denen im Jahr 1899 Prokura erteilt wurde. Schorkopp, vermutlich ein Verwandter von Masebergs Ehefrau Minna, wohnte von 1898 bis 1901 auch mit im Privathaus in der Kasernenstraße 28, seit 1899 auch der Arbeiter Franz Maseberg, vermutlich der Sohn der Masebergs, welcher, nachdem Hoflieferant Wilhelm Maseberg im Jahre 1902 starb, Privatier wurde. Besitzer des Gebäudes Wiesenstraße 1a war ab dem Jahre 1904 der Bäckermeister Reinhold Krauspe. Zwar blieben Masebergs Erben im Jahre 1903 im Besitz des Gebäudes Wiesenstraße 1, die darin befindliche Konservenfabrik jedoch verkauften sie an den Kaufmann Wilhelm Weichard.
Wenige Jahre später war der jüdische Unternehmer Leopold Scheyer (1852–1909) Inhaber der Konservenfabrik Maseberg, die vor dem Ersten Weltkrieg als größtes Unternehmen dieser Art in Braunschweig galt. Seine Tochter war Emilie Esther Scheyer, die Braunschweig im Jahre 1905 verließ und nach der in Stöckheim die Emmy-Scheyer-Straße benannt wurde. Nach seinem Tod im Jahre 1909 übernahmen die Söhne Erich und Paul Scheyer die Leitung der damals größten der 35 Konservenfabriken Braunschweigs und verlegten sie von der Wiesenstraße 1 in die Goslarsche Straße 61. Die Weltwirtschaftskrise führte jedoch zum wirtschaftlichen Niedergang des Unternehmens. Hinzu kamen die Repressionen der Nationalsozialisten gegen jüdische Unternehmer, weshalb sich die Brüder Scheyer am 30. Juni 1938 gezwungen sahen, ihre Firma an die Konservenfabrik Meinecke zu verkaufen und mit ihren Familien zu fliehen bzw. auszuwandern.

### Schmalbach 1898

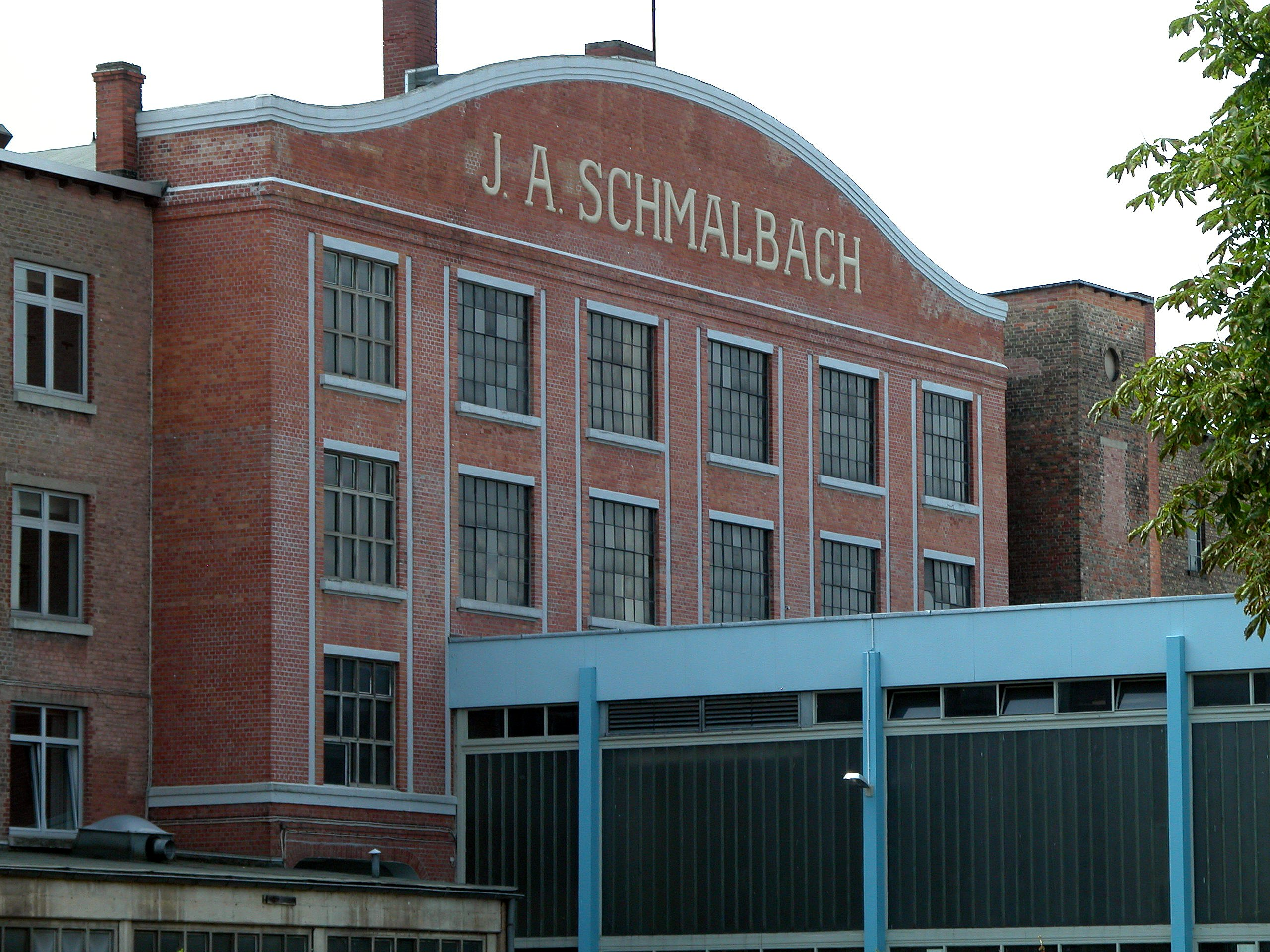
J. A. Schmalbach

Wichtigster Zulieferer für die Konservenindustrie wurde rasch die 1898 an der Hamburger Straße gegründete Blechwarenfabrik Schmalbach. Der Gründer Andreas Schmalbauch (sic!) (1851–1904) und seine beiden Söhne Willi (1876–1929) und Gustav (1880–1931), die 1913 den Familien- und Firmennamen in Schmalbach änderten, führten das Unternehmen zur Marktführerschaft. Nach einem Aufschwung während des Ersten Weltkriegs beschäftigte die Firma 500 Personen. Im Jahre 1929 zählten die 11 deutschen Schmalbach-Werke 3000 Mitarbeiter, 1966 waren es 11.000 Beschäftigte in 22 Werken.
Nach der Fusion mit der Lübecker Lubeca-Werke GmbH im Jahre 1967 zählte die Firma Schmalbach-Lubeca zu den größten Blechverpackungsunternehmen Europas. Im Jahre 1985 betrug die Mitarbeiterzahl in Braunschweig noch 1370 Personen. Die Firma Schmalbach unterhielt in der Juliusstraße in Braunschweig eine eigene Niederlassung zur Herstellung von Werkzeugen für die Dosenherstellung, aus der die heutige Neue Maschinenfabrik GmbH hervorging.
Seit dem 1. April 2003 gehört Schmalbach-Lubeca zur Unternehmensgruppe Ball Packaging Europe und stellt am Standort Braunschweig Deckel für Getränkedosen her.

## Kleinere Unternehmen

### C. Th. Lampe 1870
In der Celler Straße befand sich die 1870 von Christian Theodor Lampe gegründete Konservenfabrik C. Th. Lampe. Um 1928 waren dieser eine eigene Blechdosen-, Margarine- und Speisefettfabrik angegliedert.

### H. C. Jentsch & Sohn 1877
In der Kreuzstraße 17/18 befand sich die 1877 gegründete Konservenfabrik H. C. Jentsch & Sohn, die Gemüse- und Früchtekonserven produzierte.

### Brunsviga 1895–1981

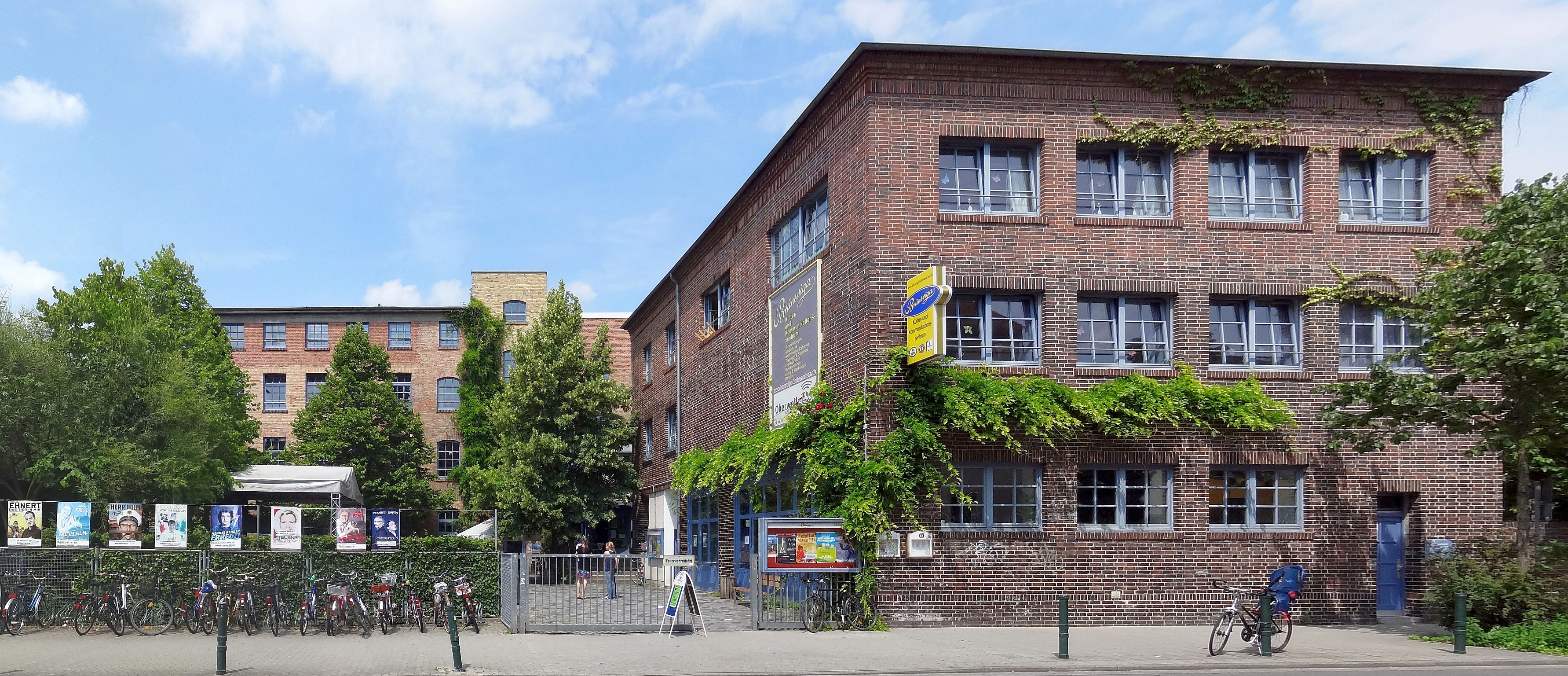
„Konservenfabrik Brunsviga“, heute Kultur- und Kommunikationszentrum

In der Karlstraße 35 befand sich die 1895 gegründete Konservenfabrik Brunsviga. Nach deren Schließung im Jahre 1981 wurde das Gelände von der Stadt Braunschweig erworben und zu dem Kultur- und Kommunikationszentrum Brunsviga umgebaut.

### Th. Gast 1898
Bis zum Jahr 1892 war der Kaufmann Theodor Gast als Prokurist in der Konservenfabrik C. Th. Lampe tätig gewesen.
Im Jahre 1893 gründete er mit dem bisher als Marketender, Schenk- und Einquartierungswirt tätig gewesenen Spargelplantagenbesitzer und Fabrikanten Wilhelm Maseberg in der Wiesenstraße 1 die Konservenfabrik und Weinhandlung Gast & Maseberg. Im Gründungsjahr wohnte Gast noch in der Fabrik, von 1894 bis 1896 bei Maseberg im Haus in der Kasernenstraße 28 und im Jahre 1897 in der Hagenstraße, der heutigen Steinbrecherstraße 6. Nach fünf gemeinsamen Jahren schied er im Jahre 1898 aus der Firma aus, zog in die Bruchtorpromenade 15 und gründete nunmehr als Hof-Fabrikant in der Steinstraße 2 die Konservenfabrik Th. Gast, „Import-Geschäft von Prager Schinken, Lieferung an Hôtels u. Private, Wiederverkäuf. Rabatt. Conserven-Fabrik, Rohspargel-Export, Special-Artikel d. Nahrungs- u. Genußmittel-Branche“, mit welcher er im Mai 1899 in die Bruchtorpromenade 5 zog. Im Jahre 1901 war er in der Bruchthorpromenade 14 ansässig, ab April 1902 in der Garküche 8a.

### Conservenfabrik des Spargel- und Gemüsebau-Vereins, GmbH
Gemüse-, Pilz- und Obstkonserven produzierte die Conservenfabrik des Spargel- und Gemüsebau-Vereins, GmbH in der Taubenstraße.

### Hermann Pinkepank
Der Hersteller Hermann Pinkepank in der Pfingststraße 11 vertrieb überwiegend Spargelkonserven. Der gleichnamige Inhaber starb 1968.

### Julius Roever KG
Die Julius Roever KG im Gartenkamp 82 beschäftigte mehrere Hundert Arbeiter und stellte Marmeladen und Manöverkonserven her. Die später in Roever AG umbenannte Firma unterhielt eigene Spargel-, Gemüse- und Obstkulturen.

## Blechwarenfabriken

### F. Ch. Unger & Sohn 1872–1970
Braunschweigs älteste Blechwarenfabrik F. Ch. Unger & Sohn wurde am 1. April 1872 gegründet. In ihrer Werkstatt in der Kaiserstraße 11 stellten der Klempnermeister Franz Christian Unger und sein Sohn Franz Haus- und Küchengeräte, Tischlampen und neben Hohlmaßen aus Schwarzblech als erste auch Weißblechdosen zur Konservierung von Gemüsen her. Als Nachfolger des verstorbenen Klempnermeisters Adolph Borchers übernahmen sie von dessen Witwe Auguste zum 5. Oktober 1872 eine Werkstatt in der Güldenstraße 46. Aufgrund des gestiegenen Raumbedarfs verlegten sie den Standort ihrer Firma im Jahre 1876 jedoch in die Güldenstraße 54, wo die Konservendosenherstellung das aufblühende Geschäft jetzt nur noch allein in Anspruch nahm. Als auch diese Räumlichkeiten zu klein geworden waren und Franz Christian Unger aus dem Geschäft austrat, kaufte sein Sohn Franz im Jahre 1886 die ehemalige Philipp'sche Brauerei in der Güldenstraße 30, die er nach Umbau und Neueinrichtung mit 22 Arbeitern bezog.

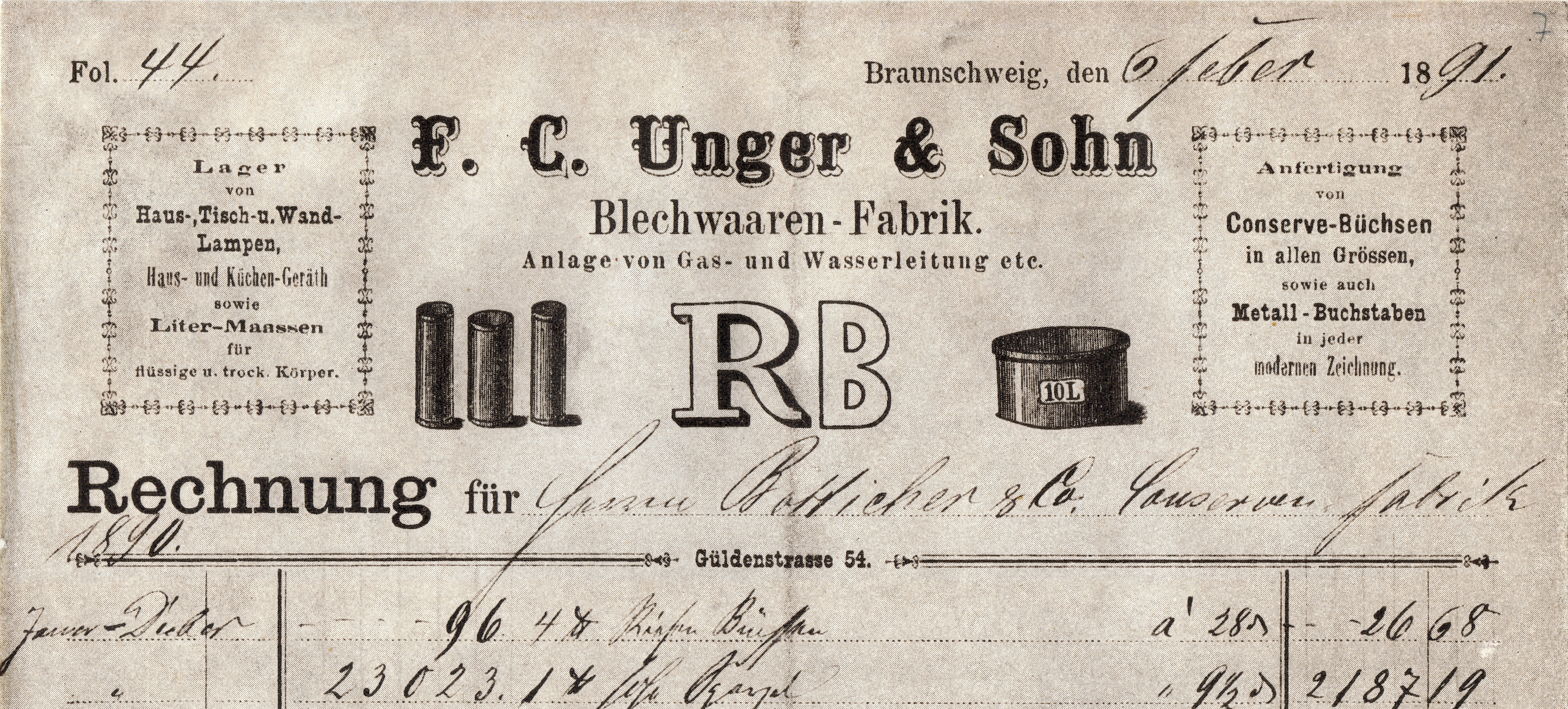
Briefkopf der Firma auf einer Rechnung vom 6. Februar 1891.

Hatten bisher Klempnergesellen die Deckel auf die Konservendosen gelötet, brachte das Jahr 1890 eine bedeutende Veränderung, da der Lötdeckel dem neuen Falzdeckel wich, was in der Folge zu großen Anschaffungen an Spezial-Maschinen und Exzenterpressen führte. Außerdem wurde ein Gasmotor in Betrieb genommen und die Herstellung von Konservendosen in große fabrikmäßige Bahnen geleitet. Dem nachfolgenden Aufschwung der Firma genügten wieder die Raumverhältnisse nicht, sodass sich Franz Unger entschloss, die Fabrikgrundstücke an der Roßstraße, heute Ernst-Amme-Straße, 4 bis 6 zu kaufen. Zum 1. Mai 1891 wurde die Fabrik bezogen und Werner Ohsenkopp trat als Sozius in die Firma ein. Es wurde ein Kesselhaus gebaut und die Fabrik auf Dampfbetrieb umgestellt, was die Grundlage für die weitere Entwicklung des Unternehmens war. Außerdem wurde das erste Pferd angeschafft und mit dem Bau eines Stalles begonnen. Die folgenden Jahre brachten der Firma große Beschäftigung und festigten Ruf und Bedeutung. 1894 wurde die Löterei erbaut, 1895 die Kontorräume erweitert, 1896 Lötsäle und 1900–1901 Bördelraum und Pferdeställe geschaffen. Als Franz Unger im Herbst 1901 aus der Firma ausschied, hinterließ er seinem Sozius Werner Ohsenkopp ein aufsteigendes Unternehmen, welches auch unter dessen Regie weiter anwuchs. 

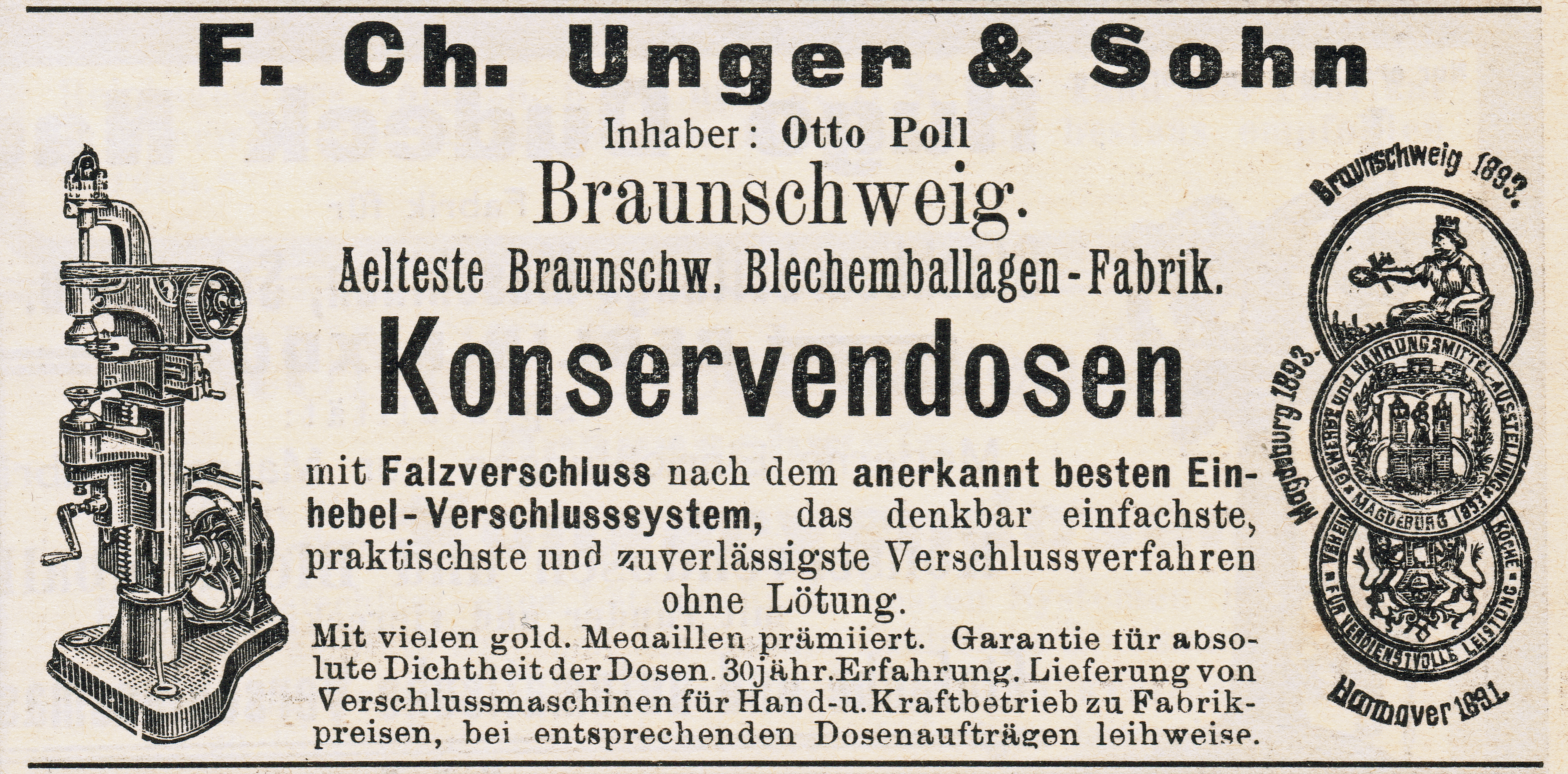
Werbeanzeige von F. Ch. Unger & Sohn (Konserven-Zeitung, Jg. 1907.)

Am 1. Oktober 1905 wurde der Braunschweiger Kaufmann Otto Poll (1864–1918) neuer Besitzer des Werkes, welches er mittels Umbauten, Verlegung des Kontors in ein eigenes Gebäude und technischen Erneuerungen an Maschinen und Einrichtungen grundlegend modernisierte und dadurch die sogenannte „Neue Fabrik“ schuf. Es wurde eine eigene elektrische Kraftzentrale gebaut und durch Aufstellung von Einzelantriebsmotoren der Betrieb rationeller gestaltet. Die Firma entwickelte sich zu einem bedeutenden Unternehmen, woran von 1909 bis 1916 auch Johann Katenkamp, erst als Prokurist, schließlich als Teilhaber großen Anteil hatte. Als Otto Poll am 19. Oktober 1918 in Bad Harzburg starb, übernahmen Bernhard Römmert (1889–1962) und Ernst Roth die Geschäftsführung, aus welcher Roth mit dem Jahr 1919 wieder ausschied. Römmert führte das Werk durch von Geld- und Preisschwankungen sowie Rohmaterialmangel geprägte Nachkriegsjahre und wurde alleiniger, persönlich haftender Gesellschafter der zum 18. März 1922 in eine Kommandit-Gesellschaft umgewandelten Firma. Die Erben von Otto Poll wurden Kommanditisten. Zum 1. April 1922, dem Tag des 50-jährigen Firmenjubiläums, wurde den seit über 16 Jahren im Unternehmen tätigen Hans Zander und Hermine Könau Prokura erteilt.
Im Jahre 1924 wurde eine Blechdruckerei eingerichtet. Werksdirektor Römmert konnte es sich im Jahre 1925 leisten, das Schloss Richmond zu mieten und kümmerte sich um Erhalt und Pflege des historischen Bauwerkes, welches im Jahre 1935 mit dem gesamten Anwesen von der Stadt Braunschweig erworben wurde, nachdem Herzog Ernst August auf die eigene Nutzung verzichtet hatte. Im Jahre 1927 reiste Römmert in die USA und kaufte dort eine moderne, vollautomatische Anlage zur Herstellung von Milchdosen, womit er der erste in Deutschland war. Am 15. Juli 1930 startete Römmert mit seiner Ehefrau Frieda (* 1896) mit der Europa, einem Schiff des Norddeutschen Lloyd von Bremen nach New York. Die gleiche Schiffsreise unternahm Römmert am 22. November 1932, diesmal ohne seine Frau. Vermutlich waren diese Reisen auch geschäftlich. In den 1930er Jahren wurden jährlich nahezu 100 Millionen Milchdosen gefertigt.
Nach Kriegszerstörung des Braunschweiger Werkes und drei Zweigbetrieben in Ostpreußen und Österreich im Jahre 1944, wurde die Fabrik unter dem Namen Braunschweiger Metallwerk F. Ch. Unger & Sohn in den Jahren 1950/51 durch den Architekten Friedrich Wilhelm Kraemer wieder aufgebaut. Im Jahr 1970 ging das Unternehmen schließlich in Konkurs.

### Bremer und Brückmann 1890–1952
In der Blechwarenfabrik Bremer & Brückmann wurden seit 1871 Nähmaschinen hergestellt. Im Jahre 1890 begann man mit der automatischen Herstellung von Konserven-Falzdosen, die nicht mehr zugelötet werden mussten. Die Firma hatte ihren Standort ab 1891 an der Juliusstraße und seit 1910 auch am Madamenweg. Das 1926 in eine Aktiengesellschaft umgewandelte Unternehmen wurde 1952 von der Firma Schmalbach übernommen.

### Woldemar Wunderlich 1918–1977
Die Blechwarenfabrik Woldemar Wunderlich am Bäckerklint 10 war bereits für die Büssing-Werke tätig, bevor sie 1918 mit der Produktion von Konservendosen begann. Nach Kriegszerstörung und Wiederaufbau zählte das Unternehmen im Jahre 1962 mehr als 400 Beschäftigte. Der 1974 in die Kocherstraße verlegte Betrieb meldete 1977 Konkurs an.

## Hersteller von Maschinen für die Konservenindustrie
Eine Vielzahl von Unternehmen widmete sich der Herstellung von Maschinen für die Dosenherstellung und das Verschließen der Dosen, z. B. die über 100 Jahre alte Firma Klinghammer, das 1919 gegründete Unternehmen Lanico sowie die Firma Clemens & Vogl.

### Lanico
Das Werksgelände von Lanico Maschinenbau befindet sich an der Broitzemer Straße. Das Produktionsprogramm konzentriert sich heute auf die Herstellung von kompletten Produktionslinien für spezielle Dosen sowie auf kleine Dosenverschließmaschinen für Fleischereien.
Seit der Gründung im Jahre 1919 fertigt LANICO Maschinen für die Blechpackungs- und Konservenindustrie und ist heute einer der weltweit führenden Hersteller von Anlagen zur Herstellung von technischen Packungen. Insbesondere im Bereich der Aerosol- und Vierkantdosenherstellung gehört LANICO zu den marktführenden Lieferanten von Einzieh-, Bördel- und Verschließmaschinen.

### Clemens & Vogl
Das Werksgelände von Clemens & Vogl befand sich an der Arndtstraße. Kommanditist der Braunschweiger Firma Clemens & Vogl GmbH & Co. KG war bis 1984 der Rechtsanwalt und CDU-Politiker Joachim Clemens. Das Unternehmen ging Ende des letzten Jahrhunderts in Konkurs. Heute werden die Maschinen von der Firma RHV Verpackungstechnik in Braunschweig unter dem Logo C&V gefertigt.